# Ursentalbach
Der Ursentalbach ist ein linker Zufluss der Donau bei Nendingen. Er entsteht im unteren Ursental und hat ab der Verzweigung am nordöstlichen Ortsrand von Nendingen im Kesselbach einen zweiten Unterlauf, der weiter talab bei Stetten ebenfalls in die Donau mündet.

## Geographie

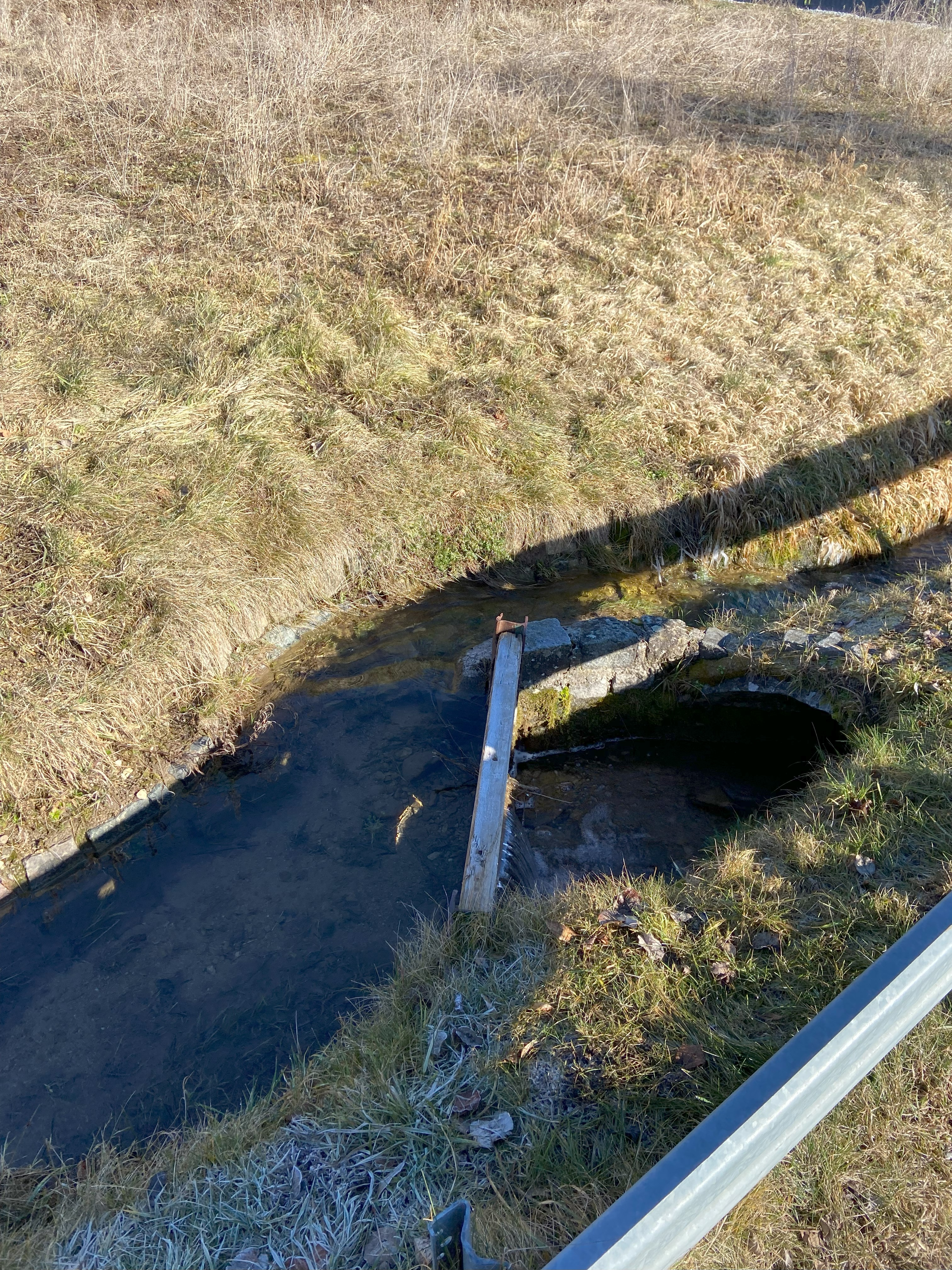
Bifurkation des Ursentalbachs bei Nendingen

### Quelle und Lauf
Der Ursentalbach entsteht am Fuß des linken Talhangs Sommerwald zum nordwestlichen Bräunisberg hinauf etwa unterhalb der abgegangenen Bräunisburg im unteren Ursental, das als Trockental sehr viel weiter im Nordnordwesten beginnt und im Gebiet des Großen Heubergs liegt.
Der Bach fließt von hier aus etwa zwei Kilometer durch das Tal nach Südsüdosten und erreicht dann, schon im Donautal, den linksseitigen Ortsteil von Nendingen. Dessen Ortsrand folgt der Bach ein kurzes Stück, bis er die Straße Tuttlingen-Nendingen links der Donau und die Bahnstrecke Tuttlingen–Inzigkofen erreicht. Dann knickt er nach Nordwesten ab und begleitet links die Bahnlinien durchs Siedlungsgelände, zuletzt an einer Kapelle links und dem Haltepunkt des Ortes rechts vorbei. Daraufhin unterquert er den Bahndamm und teilt sich gleich dahinter auf. Links zweigt der Kesselbach ab, der der Bahnlinie zunächst weiter in Richtung Stetten folgt. Der kürzere, offizielle Unterlauf dreht nach Südosten zur Donau und durchquert 350 Meter weit deren linke Aue. Dann mündet er von links auf etwa 634,4 m ü. NN, wenige Schritte vor dem Zulauf des Bachs aus dem Rottweiler Tal von der anderen Seite, nach einem Lauf von 3,7 km in die Donau.

### Einzugsgebiet
Das Einzugsgebiet des Ursentalbachs beginnt über 14 km nordnordwestlich seiner Mündung am Hummelsberg und grenzt dort an die Großwasserscheide zwischen Neckar und Donau. Es zieht sich als ein meist um die zwei, im Bereich seiner Quelle nur kurz einmal etwa vier Kilometer breiter Schlauch beidseits des Ursentales nach Südsüdosten und umfasst 28,2 km².

### Kesselbach

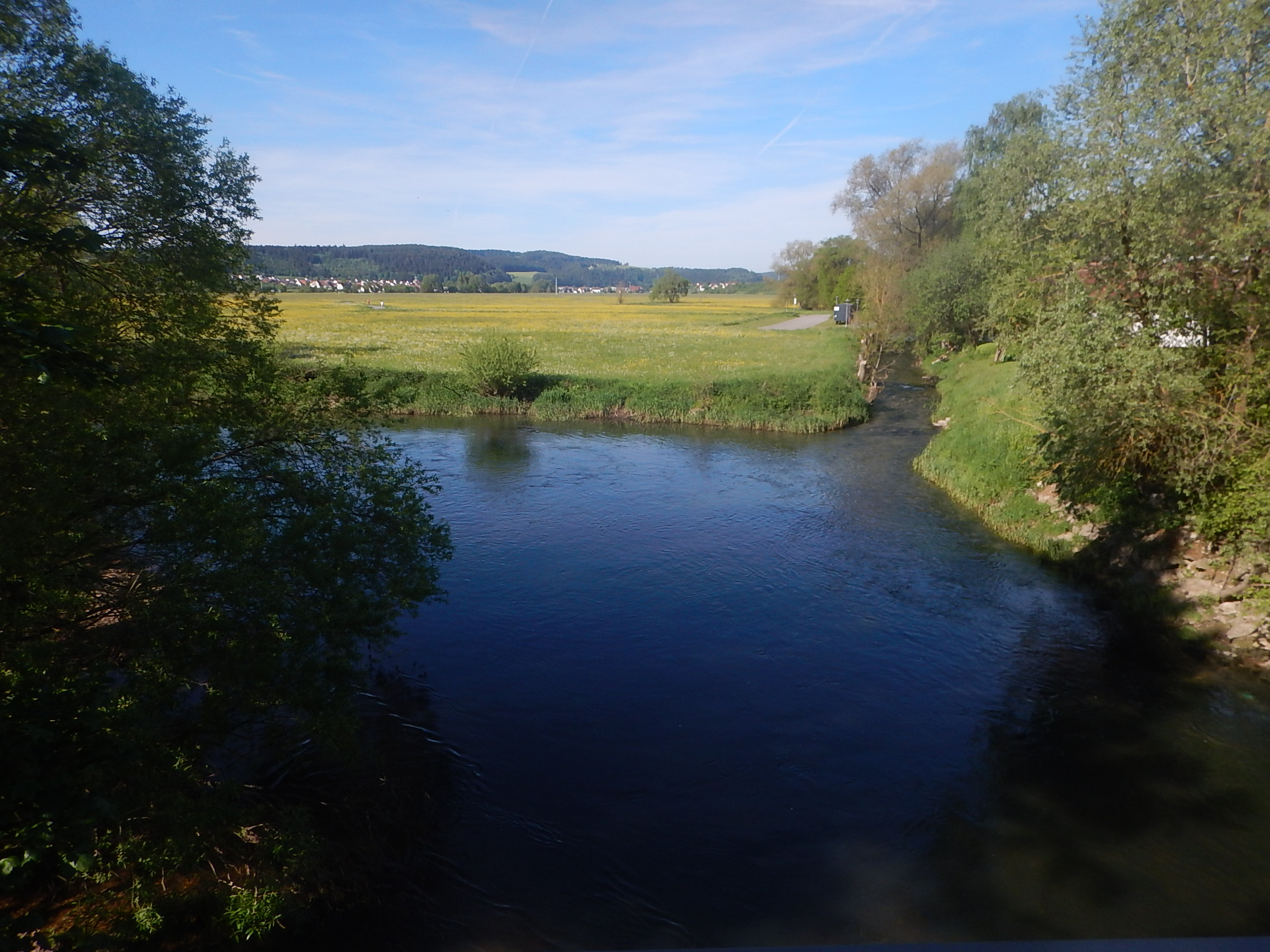
Mündung des Kesselbachs in die Donau bei Stetten (Mühlheim a.d.Donau)

Der Kesselbach entsteht auf etwa 635 m ü. NN als linker Abzweig des Ursentalbachs nach dessen Unterquerung der Bahnstrecke und folgt dieser als Auengraben linksseitig etwa anderthalb Kilometer nach Nordosten, bis jenseits der Bahnlinie die ersten Häuser von Stetten stehen, und wendet sich dann von ihr nach Südosten. Auf dem Abschnitt bis zur Wendung nimmt er von links viele kleine Zuläufe aus Quellen vom Hang des Bräunisbergs auf, was seinen Durchfluss merklich erhöht. Unter anderen erreicht hier das kleine bewaldete Ententäle die Donauaue und nach der Stettener Lourdes-Grotte an der Wendung ein etwa 300 m langer Bach aus dem Riedbrunnen am mittleren Hang. Nach einer kleinen Südschlinge in Richtung Donau ist der Kesselbach kurz südliche Siedlungsgrenze von Stetten und mündet dann nach einem Lauf von 2,2 km Länge an der Stettener Donaubrücke auf 632,9 m ü. NN von links in die Donau. Er hat ein Einzugsgebiet (ab Abzweig) von 1,7 km². Rechts umfasst es etwa die halbe Aue zwischen Kesselbach und Donau, links zieht es sich als Keil den Bräunisberg  hoch bis etwa zum Süden des Gewanns Hangen mit auf dieser Seite etwa doppelter Fläche.
Sähe man den Kesselbach statt seines kürzeren offiziellen als den Unterlauf des Ursentalbachs an, dann erreichte dieser eine Länge von etwa 5,6 km.

## Landschaft und Natur
Der Ursentalbach verläuft bis zum Eintritt ins Donautal im Landschaftsschutzgebiet „Ursental mit unterem Bräunisberg“. Das Einzugsgebiet des Kesselbachs umfasst einen Teil des gemeldeten FFH-Gebietes „Donautal und Hochflächen von Tuttlingen bis Beuron“. Ursentalbach, das gesamte Ursental und der Kesselbach mit seinem Einzugsgebiet gehören zum Naturpark Obere Donau.

## Sehenswürdigkeiten und Veranstaltungen
- Am Ursentalbach gibt es bei Nendingen einen Abenteuer-Wasserspielplatz.
- In Stetten wird einmal im Jahr der Kesselbach aufgestaut und dann auf einer künstlichen Insel das Kesselbachfest gefeiert.